# 天槍增四
牧夫座44，又名BD+48 2259，HD 133640、SAO 45357、HR 5618，是牧夫座的一颗恒星，视星等为4.76，位于銀經80.36，銀緯57.06，其B1900.0坐标为赤經15h 0m 29.4s，赤緯+48° 57.06′ 36″。